# Кладовище домашніх тварин: Криваві сліди
«Кладовище домашніх тварин: Криваві сліди» (англ. Pet Sematary: Bloodlines) — американський надприродний фільм жахів 2023 року, знятий режисером-дебютанткою Ліндсі Андерсон Бір, сценарій — Ліндсі Бір та Джеффа Бюлера. Фільм є приквелом до «Кладовища домашніх тварин» 2019 року, який, своєю чергою, заснований на однойменному романі Стівена Кінга 1983 року та є римейком фільму 1989 року. У фільмі зіграли актори: Джексон Вайт, Форрест Гудлак, Джек Малгерн, Генрі Томас, Наталі Елін Лінд, Ізабелла Стар ЛаБланк, Саманта Метіс, Пем Грієр і Девід Духовни.
Дія розгортається в 1969 році, за 50 років до подій попереднього фільму. Сюжет розповідає про молодого Джада Крендалла, який відкриває місцеве індіанське кладовище, на якому можуть оживати мертві, та не усвідомлює всього жаху, який вплине на його життя.
Після комерційного успіху «Кладовища домашніх тварин» у 2019 році продюсер Лоренцо ді Бонавентура планував зняти приквел, що пояснює міфологію та кіновсесвіт «Кладовища домашніх тварин». У лютому 2021 року фільм отримав зелене світло (дозвіл на продовження проєкту), і Бюлер та ді Бонавентура повернулися до проєкту в ролі сценариста та продюсера відповідно. Бір стала режисеркою у травні 2021 року, а основні зйомки розпочалися в серпні того ж року.
Прем'єра «Кладовище домашніх тварин: Криваві сліди» відбулася на Fantastic Fest (Остін, Техас) 23 вересня 2023 року, а трансляція на Paramount+ — 6 жовтня.

## Зміст
У 1969 році молодий Джад Крендалл мріє втекти з рідного міста Ладлоу, штат Мен, поки не відкриває зловісні таємниці того, що поховано на місцевому кладовищі. Він стикається з жахливою сімейною спадщиною, яка назавжди пов'язує його з цим місцем, і об'єднується з друзями дитинства, коли вони стикаються з давнім злом, яке мучило Ладлоу від самого початку.

## Акторський склад
- Джексон Вайт — Джад Крендалл
- Наталі Елін Лінд — Норма
- Форрест Гудлак — Менні
- Ізабелла Стар ЛаБлан — Донна
- Генрі Джексон Томас — Ден Крендалл
- Джек Малгерн — Тіммі Батерман
- Девід Духовни — Білл Батерман
- Саманта Метіс — Кеті Крендалл
- Пем Грієр — Маджорі Вошберн
- Венсан Леклер — священник
- Тед Віттолл — відвідувач лікарні

## Виробництво
У березні 2019 року продюсер Лоренцо ді Бонавентура заявив, що приквел «Кладовища домашніх тварин» (2019) можливий, якщо фільм матиме фінансовий успіх. Наступного місяця режисери Кевін Кельш і Деніс Відмаєр відмовилися від продовження проєкту, заявивши: «Якби хотіли зробити більше, ймовірно, займалися передісторіями. Нам це було б дуже цікаво. Подивимося, як хтось інший зробить продовження цього фільму. Напевно, це будемо не ми».
У травні 2019 року сценарист фільму Джефф Бюлер заявив, що були попередні обговорення щодо продовження: «Багато ідей, які ми обговорюємо останнім часом, стосуються, перед усім, копання в міфології місто, у ритуалах, які виконують діти, у міфології народу мікмак, пов'язаною з вендиґо, цвинтарями, давнім походженням, а також попереднім життям персонажа Джада. Отже, схоже, я не хочу нічого обіцяти, те, що ми ми не знаємо; ми ще навіть не плануємо ідея [фільму]». Проте наступний фільм було офіційно анонсовано в лютому 2021 року, а Бюлер і ді Бонавентура повернулися до проєкту як сценарист і продюсер відповідно. У травні 2021 року режисером фільму була найнята Ліндсі Бір.
У червні 2021 року на роль молодого Джада Крендалла запросили Джексона Вайта. Наступного місяця до акторського складу приєдналася Пем Грієр. Основні зйомки відбулися в Монреалі (Канада) в серпні 2021 року, деякі сцени були зняті в коледжі Джона Еббота.

## Випуск
Прем'єра фільму «Кладовище домашніх тварин: Криваві сліди» Fantastic Fest 23 вересня 2023 року. 6 жовтня 2023 року він був випущений Paramount+ у США, Канаді та Латинській Америці, а наступного дня в інших країнах.

## Сприйняття

### Реакція критиків
На вебсайті агрегатора рецензій Rotten Tomatoes 22 % із 58 відгуків критиків є позитивними із середньою оцінкою 4,4/10. Metacritic поставив фільму середньозважену оцінку 31/100 на основі 10 критиків, вказуючи на «загалом несприятливі» відгуки.
Загалом, критики відмічають деякі позитивні моменти фільму, але вважають, що фільм — «непотрібний римейк, який не заявив про себе як щось незвичайне».

## Майбутні проєкти
У вересні 2023 року Ліндсі Бір заявила, що хотіла б розробити додаткові частини «Кладовища домашніх тварин», щоб розширити франшизу, яка могла б глибше досліджувати походження зла у всесвіті цвинтаря Ладлоу. Як режисер вона висловила зацікавленість в участі у потенційному майбутньому проєкті. У жовтні 2023 року продюсер ді Бонавентура заявив, що всі залучені автори фільму розглядають можливість створення продовження; продюсер Вахрадян заявив, що майбутні частини можуть глибше досліджувати демонічну сутність, яка є причиною жахливих подій у франшизі. Пізніше того ж місяця Бір підтвердила, що тривають дискусії щодо створення додаткових фільмів «Кладовища домашніх тварин», які можуть детальніше розповісти про історію стародавнього зла в місті Ладлоу.